# Theresa Breslin
Theresa Breslin (* Kirkintilloch, Skotsko) je mnohonásobně oceněnou autorkou knih pro děti a mládež. Začala psát knihy pro děti ve stejném čase, kdy byla zaměstnaná jako knihovnice. K její velké fantazii a představivosti přispělo autorčino dětství a prostředí, ve kterém vyrůstala – blízkost starých hradů, hřbitovů a Římské zdi. Knih vydala více než 30, z toho několik děl bylo dokonce zfilmováno či transformováno pro rádiové vysílání.
Theresa Breslin je významnou autorkou, jejíž díla jsou překládána do několika světových jazyků. I díky tomu jsou knihy velkou podporou rozvoje gramotnosti právě u dětí a mládeže. Mezi nejvýznamnější díla lze zařadit příběh o dyslektickém chlapci Whispers in the Graveyard, přičemž tato kniha vynesla autorce ocenění Carnegie Medal za přínos dětské literatuře, které uděluje Library Association. Dalším oceněným dílem je např. Divided City.
V roce 2014 se autorka zúčastnila literárního festivalu Měsíc autorského čtení, který je pořádaný brněnským nakladatelstvím a agenturou Větrné mlýny. Tato agentura natočila pro Českou televizi cyklus “Skotská čítanka – Don't Worry – Be Scottish” – díl s Theresou Breslin režíroval Pavel Göbl. Záznam z autorčina čtení je možné zhlédnout zde.

## Díla

### Knihy
- Across the Roman Wall (1997)
- Alien Force (1995)
- Blair Makes a Splash (1999) – four stories
- Blair, the Winner! (1997) – four stories
- Gloryhole (2001)
- Bodyparts (1998)
- Bullies at School (1993)
- Death or Glory Boys (1996)
- Different Directions (1989)
- Divided City (2005)
- The Dream Master (1999)
- Dream Master – Arabian Nights (2004)
- Dream Master – Gladiator' (2003)
- Dream Master – Nightmare! (2000)
- Duncan of Carrick (2000)
- A Homecoming for Kezzie (1995)
- Kezzie (1993)
- The Medici Seal (2006)
- Missing (1995)
- Name Games (1997)
- New School Blues (2002)
- The Nostradamus Prophecy (2008)
- Prisoner in Alcatraz (2004)
- Remembrance (2002)
- Saskia's Journey (2004)
- Simon's Challenge (1988)
- Starship Rescue (1999)
- Time to Reap (1991)
- Whispers in the Graveyard (1994)
- Prisoner of the Inquisition (2010)
- Spy for the Queen of Scotts (2012)

### Audioknihy
- The Dream Master
- Dream Master - Nightmare!
- Remembrance
- Whispers In The Graveyard
- Maelstrom - short story in the Puffin Book of Stories for Ten Year Olds
- Name Games - extract in Plug into Books